# جرج آبرام میلر
جرج آبرام میلر (به انگلیسی: George Abram Miller) (زاده ۳۱ ژوئیه ۱۸۶۳ در پنسیلوانیا-درگذشته ۱۰ فوریه ۱۹۵۱ در اوربانا، ایلینوی) ریاضیدان اهل آمریکا بود.

## زندگی و کارنامه

### تحصیلات
او تحصیلاتش را تا درجه فوق لیسانس در زادگاهش انجام داد ولی پس از آن چون خانواده‌اش که پیشه کشاورزی داشتند توان پرداخت هزینه‌های ادامه تحصیلش را نداشتند مدتی به شغل معلمی روی آورد. وی در سال ۱۸۹۲ در دانشگاه کابرلند درجه دکتری ریاضیات را با سرپرستی فرانک نلسون کول به دست آورد و سپس در دانشگاه میشیگان به تدریس سرگرم شد. 

### کارهای پژوهشی
میلر از سال ۱۸۹۵ تا ۱۸۹۷ در اروپا و در نزد سوفوس لی در لایپزیگ و کامیل ژوردان در پاریس کار کرد و پس از بازگشت به آمریکا در دانشگاه کورنل به درجه استادی رسید. سپس در سال ۱۹۰۱ در دانشگاه استنفورد استاد شد و از سال ۱۹۰۶ تا زمان بازنشستگی در دانشگاه ایلینوی در اربانا-شمپین سرگرم کار و پژوهش بود. او همچنین عضو انجمن ریاضی آمریکا و نیز عضو افتخاری انجمن ریاضی لندن بود. وی که در سال ۱۹۰۹ ازدواج کرده بود چون فرزندی نداشت همه دارایی اش را برای دانشگاه ایلینوی به ارث گذاشت. 
زمینه کاری میلر نظریه گروهها بود و او به ویژه به پژوهش دربارهٔ رده‌بندی گروه‌های متناهی با شرط‌های اضافی -برای نمونه روی شمار مولدها یا مرتبه گروه- پرداخت. میلر همچنین به تاریخ ریاضیات نیز پرداخت. 